# 하이커우시
하이커우(해구, 중국어: 海口, 병음: Hǎikǒu)는 하이난섬의 북쪽에 위치한 하이난성의 특별행정구도이다. 인구는 830,192명(2006년 기준)으로 하이난에서는 가장 큰 도시이다. 남쪽의 싼야와 더불어 북쪽을 대표하는 2대 도시이다.

## 역사
하이커우는 원래 하이난섬의 내륙으로 5km 지점에 위치한 예전의 행정 수도 충산의 항구 역할을 했다. 13세기에는 군사항이 되었고, 명나라 때는 그러한 기능들이 더욱 보강되었다. 항구는 하이난의 주요 강인 난두강 하구의 서쪽에 위치해있었다. 1858년 톈진 조약하에 충산은 무역이 개방되었고 하이커우는 오래된 행정 수도와 경쟁하기 시작했다. 1926년에 하이커우는 충산의 인구를 따라잡았고 1930년대 이후에 독립된 현이 되었다. 하이난섬은 중일전쟁 때인 1939년~1945년에 일본군에 점령되었고 하이커우는 항구로써 개발되었다.
1949년 이래 하이커우는 하이난의 주요 항구의 자리를 유지해왔고 섬 전체 교역량의 절반 이상을 처리한다. 행정 수도는 충산에서 하이커우로 대체되었다. 1988년에 하이커우는 지급시이자 새로 만들어진 하이난성의 성도가 되었다.

## 지리
하이난섬의 북쪽 해안이 위치하며, 레이저우반도와 접하고 있고, 15km 너비의 하이난 해협을 가로 지른다. 남쪽으로는 칭저우 해협에 접하며, 베이부만을 건너 서쪽으로 베트남과 접하는 남중국해의 해역에 경계를 이루고 있다.
하이커우시는 열대 기후대의 북쪽 끝에 위치하고 적도 수렴대의 일부이다. 4월부터 10월까지는 열대성 폭풍과 태풍이 활발하고 5월과 10월은 우기이다.
| 하이커우시의 기후                                             | 하이커우시의 기후 | 하이커우시의 기후 | 하이커우시의 기후 | 하이커우시의 기후 | 하이커우시의 기후 | 하이커우시의 기후 | 하이커우시의 기후 | 하이커우시의 기후 | 하이커우시의 기후 | 하이커우시의 기후 | 하이커우시의 기후 | 하이커우시의 기후 | 하이커우시의 기후 |
| 월                                                            | 1월               | 2월               | 3월               | 4월               | 5월               | 6월               | 7월               | 8월               | 9월               | 10월              | 11월              | 12월              | 연간              |
| ------------------------------------------------------------- | ----------------- | ----------------- | ----------------- | ----------------- | ----------------- | ----------------- | ----------------- | ----------------- | ----------------- | ----------------- | ----------------- | ----------------- | ----------------- |
| 역대 최고 기온 °C (°F)                                        | 33.5 (92.3)       | 37.2 (99.0)       | 38.1 (100.6)      | 39.6 (103.3)      | 38.8 (101.8)      | 38.4 (101.1)      | 38.7 (101.7)      | 37.3 (99.1)       | 36.0 (96.8)       | 34.5 (94.1)       | 34.7 (94.5)       | 31.5 (88.7)       | 39.6 (103.3)      |
| 일평균 최고 기온 °C (°F)                                      | 21.3 (70.3)       | 23.0 (73.4)       | 26.6 (79.9)       | 30.2 (86.4)       | 32.5 (90.5)       | 33.6 (92.5)       | 33.4 (92.1)       | 32.5 (90.5)       | 31.1 (88.0)       | 28.9 (84.0)       | 26.1 (79.0)       | 22.4 (72.3)       | 28.5 (83.2)       |
| 일일 평균 기온 °C (°F)                                        | 18.2 (64.8)       | 19.3 (66.7)       | 22.4 (72.3)       | 25.6 (78.1)       | 27.9 (82.2)       | 28.9 (84.0)       | 28.9 (84.0)       | 28.3 (82.9)       | 27.6 (81.7)       | 25.9 (78.6)       | 23.2 (73.8)       | 19.6 (67.3)       | 24.7 (76.4)       |
| 일평균 최저 기온 °C (°F)                                      | 16.1 (61.0)       | 17.1 (62.8)       | 19.9 (67.8)       | 22.9 (73.2)       | 25.0 (77.0)       | 25.9 (78.6)       | 25.8 (78.4)       | 25.6 (78.1)       | 25.0 (77.0)       | 23.5 (74.3)       | 21.1 (70.0)       | 17.7 (63.9)       | 22.1 (71.8)       |
| 역대 최저 기온 °C (°F)                                        | 2.8 (37.0)        | 6.5 (43.7)        | 6.4 (43.5)        | 9.8 (49.6)        | 16.3 (61.3)       | 21.2 (70.2)       | 21.0 (69.8)       | 21.7 (71.1)       | 17.5 (63.5)       | 14.1 (57.4)       | 10.0 (50.0)       | 5.3 (41.5)        | 2.8 (37.0)        |
| 평균 강우량 mm (인치)                                         | 23.5 (0.93)       | 29.9 (1.18)       | 42.9 (1.69)       | 80.0 (3.15)       | 191.4 (7.54)      | 238.9 (9.41)      | 247.6 (9.75)      | 293.0 (11.54)     | 268.8 (10.58)     | 274.1 (10.79)     | 59.6 (2.35)       | 38.3 (1.51)       | 1,788 (70.42)     |
| 평균 강우일수 (≥ 0.1 mm)                                      | 8.6               | 9.1               | 9.6               | 10.3              | 15.2              | 16.5              | 16.3              | 15.6              | 14.1              | 11.4              | 8.4               | 8.3               | 143.4             |
| 평균 상대 습도 (%)                                            | 85                | 86                | 84                | 82                | 81                | 80                | 80                | 82                | 82                | 79                | 80                | 80                | 82                |
| 평균 월간 일조시간                                            | 91.5              | 97.0              | 128.5             | 160.4             | 208.5             | 211.7             | 230.6             | 210.0             | 174.5             | 165.7             | 121.0             | 95.5              | 1,894.9           |
| 가능 일조율                                                   | 27                | 30                | 34                | 42                | 51                | 53                | 57                | 53                | 48                | 46                | 36                | 28                | 42                |
| 출처: 중국기상국 (평년값: 1991년~2020년, 극값: 1951년~2015년) |                   |                   |                   |                   |                   |                   |                   |                   |                   |                   |                   |                   |                   |

## 행정 구역

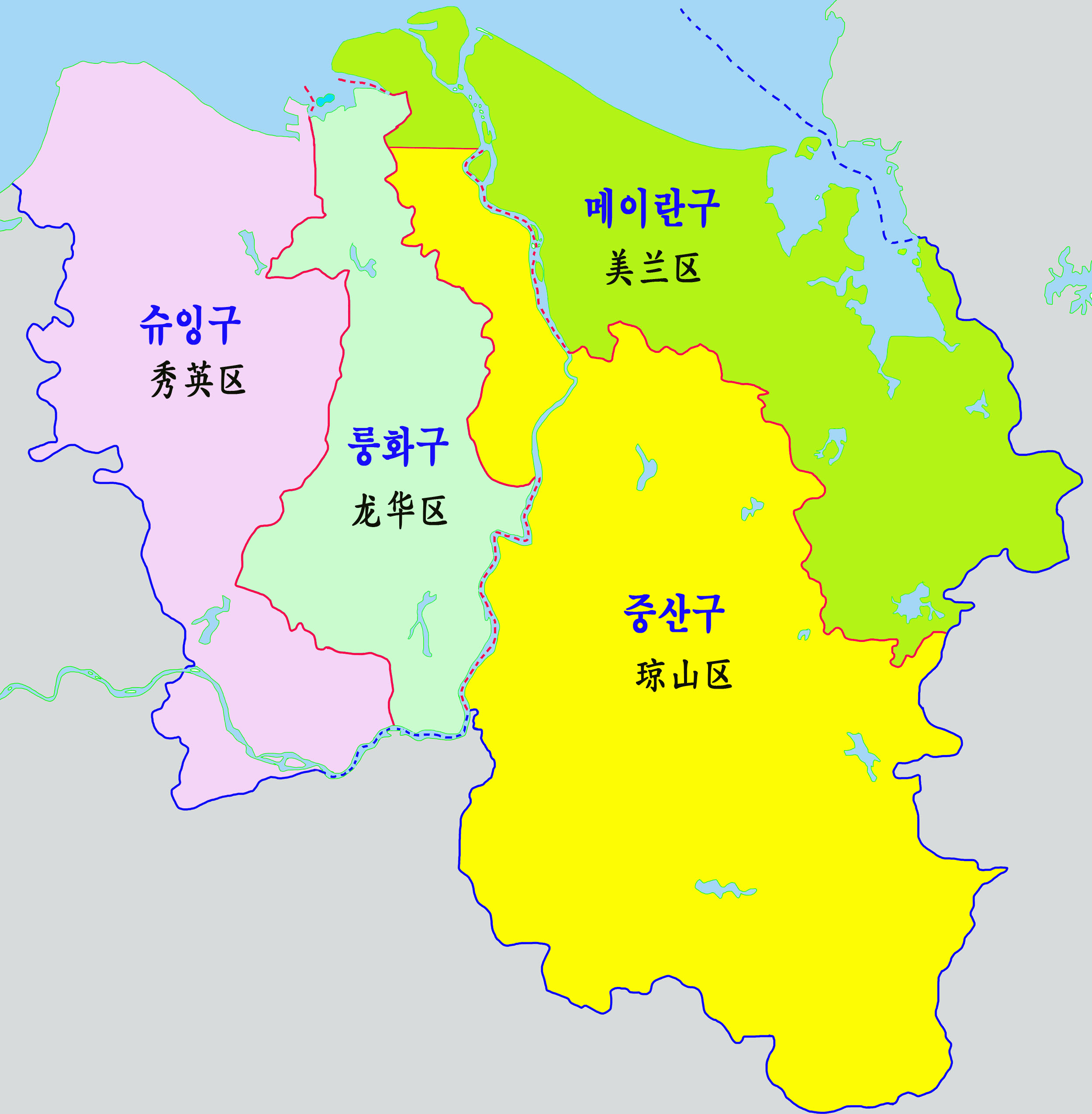
하이커우시 행정구역

4개의 시할구를 관할한다.
- 룽화구(龙华区)
- 슈잉구(秀英区)
- 충산구(琼山区)
- 메이란구(美兰区)

## 경제
2008년을 기준으로 GDP는 3573달러로 중국 도시 659개 중에 43번째를 차지한다. 하이커우는 많은 농산물을 수출하고, 통조림, 직물, 곡물가공, 경공업과 같은 산업이 있다.

## 관광
- 해서묘(海瑞墓)
- 소식 옛집
- 오공사(五公祠)

## 교통
- 하이커우 메이란 국제공항

## 자매 도시
| 도시            | 날짜       |
| --------------- | ---------- |
| 다윈            | 1990.09.05 |
| 퍼스            | 1992.02.03 |
| 목포            | 1992.06.27 |
| 오클라호마 시티 | 1992.11.20 |
| 잔지바르        | 1997.10.30 |
| 그디니아        | 2006.04.24 |
| 빅토리아        | 2007.07.25 |